# Jacques Boulenger
Jacques Boulenger, född 27 september 1879, död 22 november 1944, var en fransk litteraturhistoriker och kritiker. Han var bror till författaren Marcel Boulenger.
Boulenger specialiserade sig på äldre fransk litteratur- och kulturhistoria. Tillsammans med Abel Lefranc grundade han Société des études rabelaisiennes och tidskriften Revue du seizième síècle. Boulenger redigerade också tillsammans med Lefranc en utgåva av François Rabelais verk från 1912 och utgav själv en kommenterad upplaga av hans verk 1934. Bland hans skrifter märks Les protestants à Nîmes au temps de l'édit de Nantes (1903), Sous Louis-Philippe. Les dandys (1907, ny upplaga 1912), Marceline Desbordes-Valmore (1909, ny upplaga 1927), Le grand siècle (1913), L'ameublement Français au grand siècle (1913), Mais l'art est difficile (3 band, 1921-22), samt de litteraturkritiska essäerna Rabelais à travers les âges (1925), Renan et ses critiques (1925), La vie de Saint Louis (1929), Corfou, l'île de Nausicaa (1932), Sous Louis-Philippe: le boulevard (1933), Les contes de ma cuisinière (1935) och Crime à Charonne (1937).